# 长翼猪笼草
长翼猪笼草（学名：Nepenthes longiptera）是一种印度尼西亚苏门答腊岛特有的热带食虫植物。长翼猪笼草区别于苏门答腊岛其他猪笼草最主要的特征是其上位笼发达的笼翼。长翼猪笼草在形态特征上与多巴猪笼草（N. tobaica）非常相似，但其株型更大，上位笼笼翼更发达，茎横截面为菱形，以及笼盖下表面存在附属物。